# Batalla de Vinegar Hill
La Batalla de Vinegar Hill (en irlandés: Cath Chnoc Fhíodh na gCaor), tuvo lugar durante la Rebelión irlandesa de 1798 el 21 de junio de 1798 cuando aproximadamente 13.000 soldados británicos atacaron Vinegar Hill en las afueras de Enniscorthy, Condado de Wexford, el mayor campamento y cuartel general de los United Irishmen de Wexford. La batalla marcó un punto de inflexión, ya que sería el último intento de los United Irishmen por defender posiciones ante el ejército británico. La batalla se luchó de hecho en dos ubicaciones: Vinegar Hill y las calles de la cercana Enniscorthy.

## Contexto
El 18 de junio, los británicos habían rodeado el condado de Wexford con entre 13,000 y 18,000 tropas y estaban a punto de entrar en Wexford para aplastar el levantamiento. El Mando de los Irlandeses Unidos llamó a todos sus miembros a reunirse en Vinegar Hill para enfrentarse en una batalla decisiva. El número de combatientes se estima entre 16,000 y 20,000, pero la mayoría carecía de armas de fuego y tuvo que combatir con picas como arma principal. En el campamento también se encontraban miles de mujeres y niños que buscaban protección.
El plan británico, según fue diseñado por el General Gerard Lake, contemplaba la aniquilación total de los Irlandeses Unidos, incluyendo mujeres y niños, rodeando la colina y ocupando la única ruta de huida hacia el oeste, el puente sobre el Slaney. Lake dividió sus fuerzas en cuatro columnas; tres de ellas, lideradas por los Generales Dundas, Duff y Needham asaltaría Vinegar Hill, mientras que la cuarta columna, bajo el General Johnson, tomaría Enniscorthy y el puente.

## Batalla

### Bombardeo
La batalla empezó poco antes del amanecer con un bombardeo de artillería de las posiciones irlandesas en el cerro. Unidades de avance avanzaron rápidamente contra los puestos avanzados de los Irlandeses Unidos protegidas por el fuego y trasladaron la artillería a medida que se aseguraban las posiciones. El cierre del cerco forzó a los irlandeses a una cada vez mayor exposición al constante bombardeo, incluyendo armas experimentales como bombas de metralla causando cientos de muertos y heridos. Los Irlandeses Unidos lanzaron al menos dos cargas masivas que no pudieron romper las líneas enemigas y la situación en la colina pronto se hizo desesperada para los rebeldes.

### Ataque en Enniscorthy
Entretanto, un destacamento de infantería ligera bajo las órdenes del General Johnson atacó la ciudad de Enniscorthy pero se encontró con una resistencia feroz. Los edificios en la ciudad habían sido fortificados, y el ataque inicial fue rechazado, con pérdida de municiones y hombres. Un segundo ataque comenzó con refuerzos de caballería, y consiguió recuperar un cañón y municiones, aunque las bajas fueron nuevamente elevadas. Los rebeldes estaban siendo expulsados lentamente de la ciudad, pero lograron mantener el puente sobre el Slaney e impedir que los británicos lo cruzaran.

### Derrota y atrocidades
Cuando las tropas británicas coronaron la parte oriental de Vinegar Hill, los rebeldes empezaron a retirarse lentamente a través de un hueco conocido como "Needham's Gap", así llamado porque el retraso de las tropas del General Needham evitó que el cerco se cerrara por completo. Pese a que el grueso de las tropas de los United Irishmen consiguió escapar, muchos quedaron retrasados y fueron asesinados en la última fase de la batalla por la infantería y la caballería enemigas, pero también por los racimos de metralla utilizados para maximizar las bajas.

Además de las bajas convencionales, se dieron casos de violación de mujeres de los rebeldes y en Enniscorthy, Irlandeses Unidos heridos fueron quemados vivos cuando los soldados prendieron fuego a un edificio utilizado como enfermería. Estas atrocidades pudieron haber sido perpetrados en venganza por la ejecución por parte de los rebeldes de numerosos prisioneros de guerra (en su mayoría protestantes) en las semanas anteriores. Los Irlandeses Unidos perdieron muchos de sus suministros, que habían sido obtenidos de las áreas próximas, y trece cañones fueron capturados por los británicos, cañones que habían sido previamente tomados de los británicos.

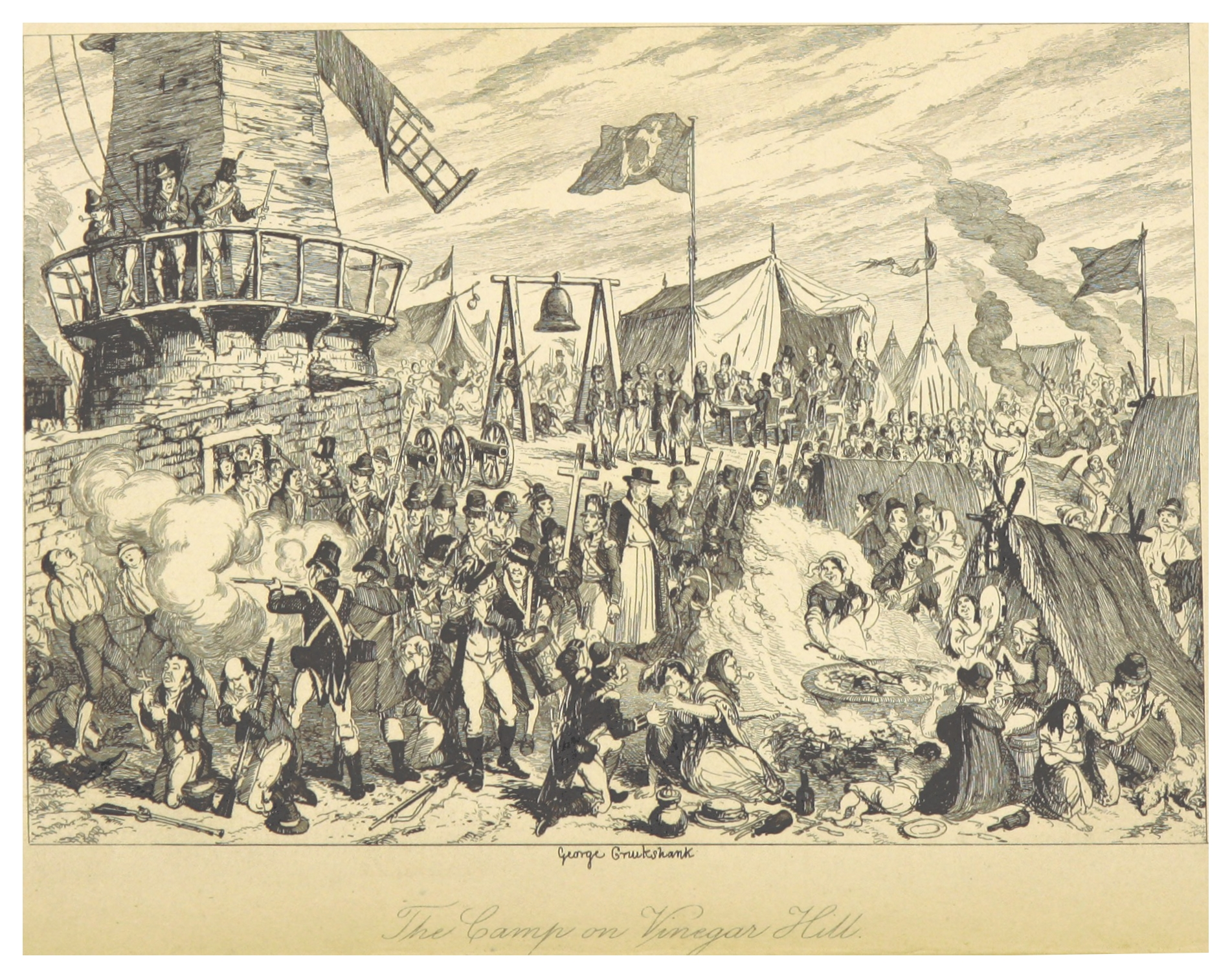
El Campamento encima Cerro de Vinagre - una ilustración (hostil al Unido Irishmen) por George Cruikshank, para acompañar la historia de William Maxwell de la rebelión irlandesa en 1798 (1845)
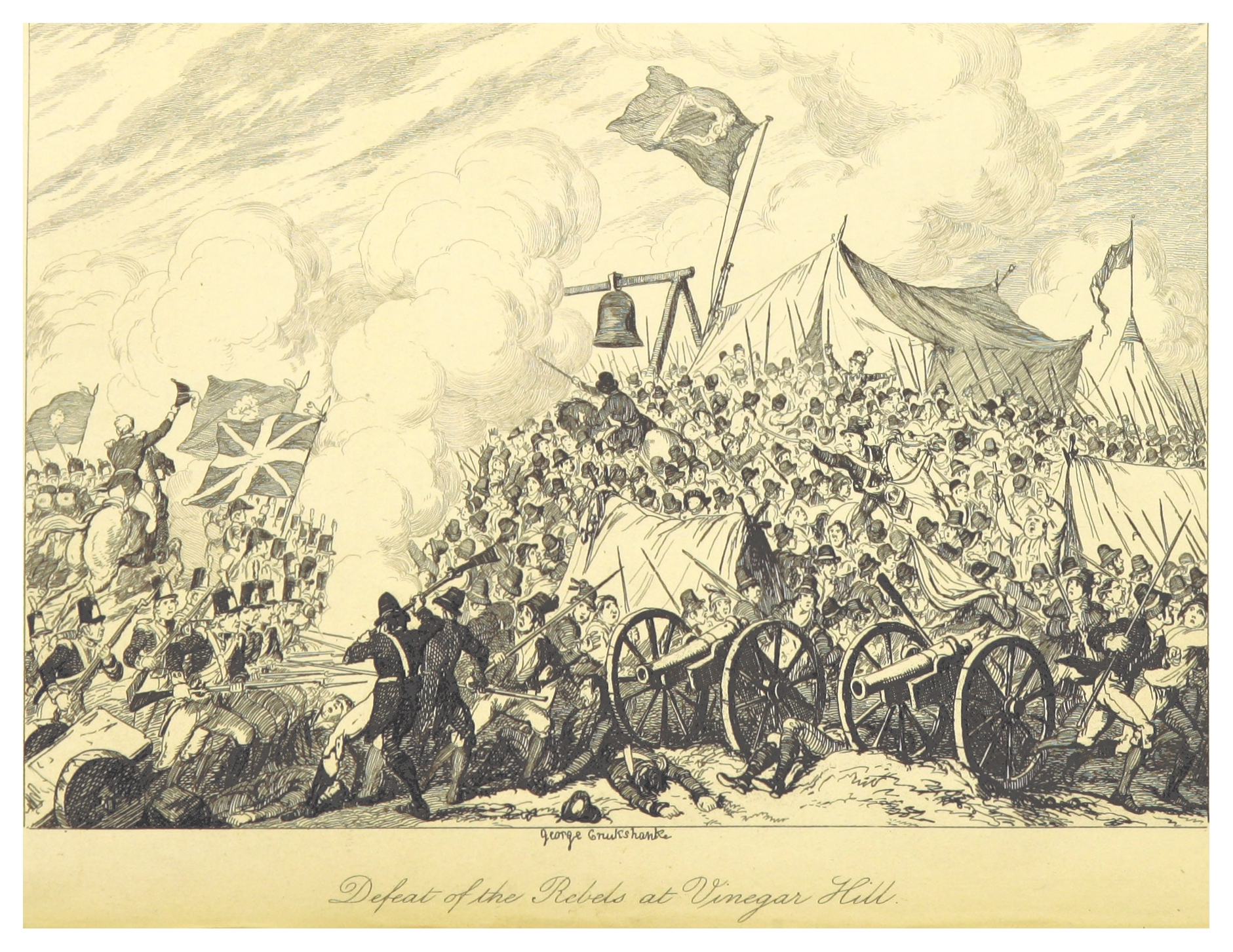
Derrota en Cerro de Vinagre - ilustrado por George Cruikshank (1845)

## Consecuencias
Entretanto, el grueso del ejército rebelde pudo marchar sin problemas hasta el campamento de Three Rocks en las afueras de Wexford y, después de decidir abandonar la ciudad, se separó en dos columnas para tratar de extender la rebelión más allá de Wexford. Una partió inmediatamente al oeste, la otra al norte, hacia los Montes Wicklow para enlazar con el ejército del General Joseph Holt.
La derrota no significó el colapso inmediato de la rebelión cómo falsamente se ha escrito, pero alteró el curos de la guerra ya que la nueva estrategia de los rebeldes adoptó la forma de asaltos rápidos y guerra de guerrillas.

Murphy fue capturado poco después cerca de Tullow, en el Condado de Carlow y colgado. Se han dado diferentes cifras de bajas entre los rebeldes, variando desde 400 a alrededor de 1,200. Kevin Whelan estima una cifa de entre 500 y 1,000 incluyendo a los habitantes del campo, mientras Archibald McLaren, un soldado británico, testigo presencial, escribió que las bajas entre los United Irishmen alcanzaban aproximadamente los 1,200 hombres. Las bajas Británicas fueron alrededor de 100.

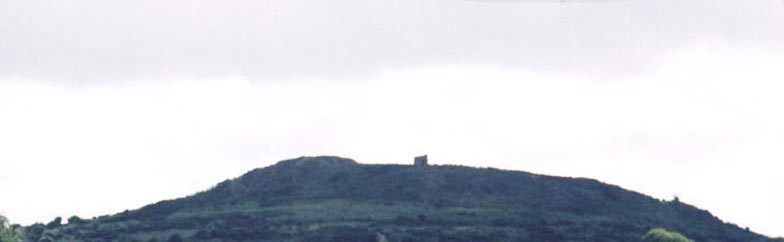
Cerro de vinagre @– vista de Enniscorthy
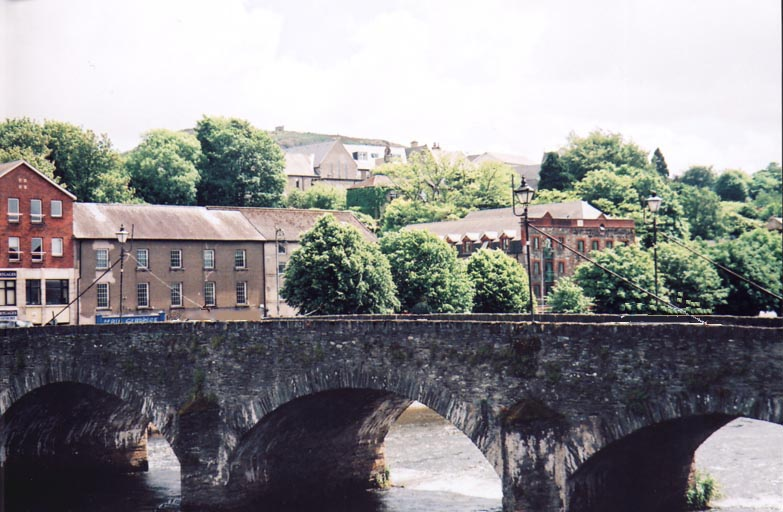
El puente en Enniscorthy (Cerro de Vinagre visible en de fondo)

## Representaciones culturales
La Batalla de Vinegar Hill y las atrocidades que ocurrieron tras su final son descritas en el musical americano de 2015 Pistolas musicales "Guns of Ireland".
En su poema "Réquiem For the Croppies" Seamus Heaney describe Vinegar Hill como 'el fatal cónclave' donde las esperanzas de los rebeldes fueron finalmente aplastadas, pero su línea final muestra la cebada en los bolsillos de los muertos enterrados en fosas comunes creciendo desde sus bolsillos, simbolizando que sus sueños de independencia continúan viviendo.